# 魏明仁
魏明仁（1957年—），臺灣南投縣人，祖籍福建漳州，前精技營造有限公司董事長，臺灣支持紅統人物。於中國經商時多於西安發展，於臺灣則主要為參與統派政治活動。因碧雲禪寺案而被媒體報導，後亦有參與愛國同心會主辦的「台灣省各界慶祝中華人民共和國建國69周年酒會」。

## 碧雲禪寺案

### 起因
2002年，彰化縣二水鄉碧雲禪寺興建寺廟主體，廟方苦於建廟經費過於龐大，精技營造有限公司董事長魏明仁表示願借廟方新臺幣3,000萬元，而廟方也因此將建廟工程交給他進行。契約明定前殿7,000多萬、後殿6,000多萬。經過了約兩年的工期之後，魏明仁表示已施作新臺幣9,773多萬元的工程，住持釋懷宗在缺乏專業知識及壓力下，被迫簽下不合理的切結書及三張本票（金額分別為800萬元丶2,023萬元丶818萬元）。魏明仁更因意圖避稅而特別要求指定受款人為其本人，並在強制執行時將其權利轉讓予其胞姊魏素丹。然而，由於遷入之後發現多項工程並未完成，廟方遂停止支付約新臺幣一千餘萬元的未兌現票款，並表示在持續付款的情形之下，建商卻都沒有開立發票。爾後，建商將廟方做為保障付款依據的新臺幣3千多萬本票，向法院聲請本票裁定獲強制執行，寺廟所有權遭移交予建商，並於2012年2月23日點交。點交當日有多名僧人與信眾抗議，並有兩名僧人哭昏。魏明仁當時並表示會另尋師父來主持新廟，但並未兌現，僧人及該寺遷移至貨櫃屋內。

### 打造「五星共產寺」
魏明仁取得寺廟產權後，將碧雲禪寺改建成「中华人民共和国台湾省社会主义民族思想爱国主義教育基地」，舉辦活動慶祝中共節日，每日舉行升旗典礼。2018年慶祝中國人民解放軍建軍節吸引超過八百人參加。2017年1月1日，在臺灣舉辦元旦升旗典礼之時，魏明仁在碧云禅寺旧址，于上午10点01分（喻中华人民共和国国庆节10月1日）举行中华人民共和国国旗及中国共产党党旗升旗典礼，並聲稱希望將二水基地建設成臺灣的井冈山，等待中华人民共和国早日解放台湾收復国土。彰化縣長魏明谷對此表達不滿，並呼籲警方注意該組織在台灣的運作情況以維護國家安全。民進黨黨籍彰化縣議員許書維在縣議會提案，要求修改彰化縣地方自治條例，禁止彰化縣內懸掛中华人民共和国的五星旗，並於遞交提案後於縣議會門外焚燒五星旗抗議明志。

### 結局
後彰化縣政府調查該「基地」並確定其中新建部分屬於違章建築，故於2018年9月21日宣布當日下午起對該建築斷水、斷電。當縣府公務人員前往執行斷水斷電時，魏明仁突然衝出朝公務員臉上揮拳，導致其下巴受傷、牙齒流血倒地。魏明仁當場遭員警逮捕，並依妨害公務罪與傷害罪嫌偵辦。同年9月26日，彰化縣縣長魏明谷下令強制拆除建築違章的新建部分，僅保留1922年建成的廟體，並啟動登錄為歷史建築的程序。後因魏家限期前未有繳納拆除費490萬元，法院最終於2019年4月強制拍賣其產權，並由原碧雲禪寺住持釋懷宗以1,612萬元重新標回，事件才得以圓滿落幕。

## 家庭
父親魏元奇，生於1921年，1945至1949年間曾一度加入被國民政府定為「匪諜外圍組織」的「讀書會」，卒於2007年，享壽86歲。有一胞姊名魏素丹。已婚。